# 2,5-Dihidrofurán
A 2,5-dihidrofurán heterociklusos szerves vegyület, a furán részlegesen telített származéka, a 2,3-dihidrofurán helyzeti izomerje. Színtelen, illékony folyadék. Előállítható a butadién epoxidjának átrendeződési reakciójával.

## Fordítás
Ez a szócikk részben vagy egészben  a(z)   2,5-Dihydrofuran című angol Wikipédia-szócikk ezen változatának fordításán alapul.  Az eredeti cikk szerkesztőit annak laptörténete sorolja fel. Ez a jelzés csupán a megfogalmazás eredetét és a szerzői jogokat jelzi, nem szolgál a cikkben szereplő információk forrásmegjelöléseként.